# Olga Konstantinovna van Rusland
Grootvorstin Olga Konstantinovna van Rusland (Russisch: Великая Княжна Ольга Константиновна) (Pavlovsk (Sint-Petersburg), 3 september 1851 — Rome, 18 juni 1926) was een Russische grootvorstin. Door haar huwelijk met koning George I van Griekenland was zij koningin van Griekenland (Grieks: Βασίλισσα Όλγα των Ελλήνων). Ze was ook een korte periode, in 1920, koningin-regentes van Griekenland. Zij is de overgrootmoeder van de Britse koning Charles III.
Zij was de dochter van grootvorst Constantijn Nikolajevitsj Romanov (een jongere broer van tsaar Alexander II) en Alexandra van Saksen-Altenburg. Zij was een kleindochter van tsaar Nicolaas I.
In 1867 trouwde ze - pas zestien jaar oud - met de Griekse koning George I, die ze had leren kennen toen deze zijn zuster, Dagmar, de vrouw van de Russische kroonprins Alexander, kwam bezoeken.
Het paar kreeg acht kinderen:
| Afbeelding | Naam                 | Geboren          | Overleden         | Bijzonderheden |
| ---------- | -------------------- | ---------------- | ----------------- | --- |
|            | Koning Constantijn I | 2 augustus 1868  | 11 januari 1923   | Huwde Sophie van Pruisen, een dochter van keizer Frederik III van Duitsland en keizerin Victoria, dochter van koningin Victoria van het Verenigd Koninkrijk. Werd na de dood van George I, koning van Griekenland. Zijn regering viel niet in goede aarde. Vooral zijn steun aan Duitsland, was onpopulair. Daarom werd hij in 1917 afgezet en opgevolgd door tweede zoon Alexander. In 1920 keerde hij terug op de troon, maar moest opnieuw in 1922 aftreden. |
|            | Prins George         | 24 juni 1869     | 25 november 1957  | Huwde prinses Marie Bonaparte, een verre nakomelinge van Lucien Bonaparte, een broer van keizer Napoleon I van Frankrijk. |
|            | Prinses Alexandra    | 30 augustus 1870 | 24 september 1891 | Werd door haar huwelijk met Paul Aleksandrovitsj een grootvorstin van Rusland. Uit haar huwelijk werden Maria en Dimitri geboren. |
|            | Prins Nicolaas       | 22 januari 1872  | 8 februari 1938   | Hij huwde grootvorstin Helena Vladimirovna van Rusland, een kleindochter van tsaar Alexander II van Rusland. Zijn jongste dochter Marina huwde George van Kent, een zoon van koning George V. |
|            | Prinses Maria        | 3 maart 1876     | 14 december 1940  | Huwde grootvorst Georgi Michajlovitsj van Rusland, een kleinzoon van tsaar Nicolaas I van Rusland. Grootvorst George werd tijdens de Russische Revolutie vermoord. Maria kon Rusland verlaten, ze stierf te Athene. |
| Geen       | Prinses Olga         | 26 maart 1880    | 21 oktober 1880   | |
|            | Prins Andreas        | 20 januari 1882  | 3 december 1944   | Huwde Alice van Battenberg, uit hun huwelijk werden vier dochters geboren en een zoon: Philip, die huwde met de latere koningin Elizabeth II van het Verenigd Koninkrijk. |
|            | Prins Christoffel    | 10 augustus 1888 | 21 januari 1940   | Hij was korte tijd verloofd met prinses Alexandra Duff, kleindochter van koning Eduard VII van het Verenigd Koninkrijk. Hij huwde de Amerikaanse Nonnie May Stewart, die prinses Anastasia van Griekenland werd. In 1929 huwde hij Françoise de Guise, prinses van Orléans, met haar kreeg hij een zoon. |